# Not Now John
Singles de Pink Floyd
When the Tigers Broke Free
(1982) Learning to Fly
(1987)
Not Now John est une chanson du groupe rock progressif britannique Pink Floyd. C'est le douzième titre de l'album The Final Cut paru en 1983. Elle parut également en single. La chanson parle en général de la guerre ainsi que Margaret Thatcher, Premier ministre du Royaume-Uni à l'époque. Roger Waters la décrit comme étant dangereuse pour la société.

## Structure de la chanson
La chanson dure environ 5 minutes, faisant d'elle la troisième plus longue de l'album. À la différence de la majorité des autres titres du disque, Not Now John est intense du début à la fin. Durant la chanson, Roger Waters et David Gilmour se partagent les couplets à la façon de Comfortably Numb de leur album précédent. C'est d'ailleurs la seule chanson de l'album dans laquelle David Gilmour chante, tout le reste étant chanté par Roger Waters.

## Musiciens
- Roger Waters : chant, basse, synthétiseur
- David Gilmour : chant, guitare
- Nick Mason : batterie
- Andy Bown : orgue Hammond
- Doreen et Irene Chanter : chœurs